# Las Coloradas
Las Coloradas ist die Hauptstadt des Departamento Catán Lil in der Provinz Neuquén im Südwesten Argentiniens. Sie liegt an der Ruta Nacional 40. Der Ort gehört in der Klassifikation der Gemeinden der Provinz Neuquén zu den Gemeinden der 3. Kategorie.

## Geschichte
Der Ort wurde am 26. Oktober 1926 gegründet.